# Поліційне число
Поліційне число неорієнтованого графа — це кількість поліціянтів, необхідних для виграшу в деякій грі переслідування-ухилення на графі.

## Правила
У цій грі один гравець керує положенням заданої кількості поліціянтів, а інший гравець керує положенням грабіжника. Поліціянти намагаються схопити грабіжника, пересуваючись у позицію, яку займає грабіжник, тоді як грабіжник прагне не бути схопленим. Гравці почергово роблять такі дії:
- Першим ходом гравець, який керує поліціянтами, поміщає їх на вершини графа (дозволено поміщати в одну вершину більше одного поліціянта).
- Потім гравець, який керує грабіжником, поміщає його у вершину графа.
- Кожним наступним ходом гравець, який керує поліціянтами, вибирає (можливо порожню) їх підмножину і пересуває кожного з них на суміжні вершини. Решта поліціянтів (якщо такі є) залишаються на місці.
- Грабіжник, коли настає його хід, може перейти на суміжну вершину або залишитися на місці.

Гра закінчується виграшем поліціянтів, якщо грабіжник опиняється на одній вершині з поліціянтом. Якщо таке ніколи не відбувається, виграє грабіжник.
Поліцейське число графа {\displaystyle G} — мінімальне число {\displaystyle k}, таке що {\displaystyle k} поліціянтів можуть виграти гру на {\displaystyle G}.

## Приклад
На дереві поліційне число дорівнює одиниці. Поліціянт може почати грати з будь-якої вершини і кожним ходом пересувтися в єдину вершину, ближчу до грабіжника. Кожен хід поліціянта зменшує розмір піддерева, доступного грабіжнику, тому гра обов'язково завершиться.

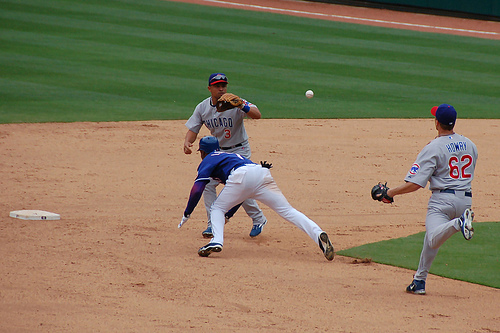
Послідовними ходами назустріч один одному два поліціянти гарантовано можуть схопити грабіжника в циклі (тут, на бейсбольному майданчику)

У циклічному графі довжиною більше трьох поліційне число дорівнює двом. Якщо є один поліціянт, грабіжник може перейти в позицію за два кроки від поліціянта і завжди зберігати цю відстань. Таким чином, грабіжник уникне ризику бути схопленим. У випадку двох поліціянтів один з них може стояти в одній і тій самій вершині, а грабіжник і другий поліціянт гратимуть на частині, що залишилася. Якщо другий поліціянт дотримується стратегії для дерева, грабіжник, безумовно, програє.

## Загальні результати
Будь-який граф, обхват якого більше 4, має поліційне число, не менше від його найменшого степеня. Звідси випливає, що існують графи з доволі великим поліційним числом.
1985 року Генрі Мейнель (відомий за графами Мейнеля) припустив, що будь-який граф із {\displaystyle n} вершинами має поліційне число {\displaystyle O({\sqrt {n}})}. Графи Леві скінченних проєктивних площин мають обхват 6 та мінімальний степінь {\displaystyle \Omega ({\sqrt {n}})}, так що, якщо гіпотеза істинна, ця межа буде найкращою з можливих. Відомо, що всі графи мають сублінійне поліційне число, але задачі отримання точної межі або спростування гіпотези Мейнеля залишаються нерозв'язаними.
Задача обчислення поліційного числа заданого графа має клас складності EXPTIME і складна в сенсі параметризованої складності.

## Спеціальні класи графів
Виграшні графи поліціянта — це графи з поліційним числом 1.
Поліційне число будь-якого планарного графа не перевищує 3. Загальніше, будь-який граф має поліційне число, що не перевищує числа, пропорційного його роду. Однак найкраща відома нижня межа для поліційного числа в термінах роду приблизно дорівнює квадратному кореню з роду, що далеко від верхньої межі, коли рід великий.
Деревну ширину графа можна отримати як результат гри псевдопереслідування, але в цій грі грабіжник може рухатися за один хід уздовж довільно довгого шляху, а не на одне ребро. Ця зайва свобода означає, що поліційне число в загальному випадку менше від деревної ширини. Конкретніше, на графах із деревною шириною {\displaystyle w} поліційне число не перевищує {\displaystyle \lfloor w/2\rfloor +1}.